# SN 2003ky
SN 2003ky – supernowa typu II odkryta 8 grudnia 2003 roku w galaktyce NGC 4001. W momencie odkrycia miała maksymalną jasność 17,40m.